# Cantó de Verdun de Garona
El cantó de Verdun de Garona és un cantó francès del departament de Tarn i Garona, situat al districte de Montalban. Té 9 municipis i el cap és Verdun de Garona.

## Municipis
- Aucamvila
- Bèlpuèg
- Bolhac
- Borèth
- Combarogèr
- Le Mas Granièr
- Sent Sardòs
- Savenès
- Verdun de Garona

## Història
| Data d'elecció                           | Identitat   | Partit | Qualitat |
| ---------------------------------------- | ----------- | ------ | -------- |
| 1982-1994                                | Jean Roger  | MRG    |          |
| 1994-                                    | Denis Roger | PRG    |          |
| les dades anteriors no són pas conegudes |             |        |          |
|                                          |             |        |          |